# Mozilla Sunbird
Mozilla Sunbird（モジラ サンバード）は、Mozilla Foundationがオープンソースで開発を進めていたスケジュール管理ソフトである。Mozillaの拡張機能であるMozilla Calendarをベースにした単体で動作可能なソフトであり、Mozilla Calendarプロジェクトの一環として開発が進められていた。2005年2月に初のリリースである 0.2 がリリースされた。後に、Thunderbirdの拡張機能として動作し同等の機能を提供するLightningの開発が開始され、1.0 Beta 1まではほぼ並行してリリースされた。その後、開発リソースをLightningへ集中させるため、Sunbirdの開発は打ち切られた。

## 特徴
FirefoxやThunderbirdなどと同じくXULで記述されておりクロスプラットフォームであり、Microsoft Windows、Mac OS X、Linux用のビルドが公開されている。
iCal形式、CSV形式のファイルのインポート、エクスポートが可能である。WebDAV、CalDAVに対応しており、ローカルだけでなくネットワーク上のカレンダーを読み書きすることもできる。
2006年10月リリースのバージョン0.3ではGeckoのバージョンを1.9a1に変更し、オプションの画面やアドオンの管理機能など複数の点が新しくなっている。また、このバージョンよりIntel Macに対応した。
2007年3月リリースのバージョン0.3.1では2007年からのアメリカ合衆国での夏時間の変更に対応した。これに伴いWindows版ではOSのタイムゾーン更新プログラムを導入する必要がある。
2007年6月リリースのバージョン0.5より、拡張機能を導入することでGoogleカレンダーとの同期が可能になった。またバージョン0.8以降では、CalDAVサポートを設定することで拡張機能を導入することなく直接 Googleカレンダーと同期することも可能である。

## バージョンの変遷
| バージョン | リリース日     | Gecko のバージョン |
| ---------- | -------------- | ------------------ |
| 0.2        | 2005年2月4日   | 1.8                |
| 0.3        | 2006年10月11日 | 1.9                |
| 0.3.1      | 2007年2月19日  | 1.9                |
| 0.5        | 2007年6月27日  | 1.8.1              |
| 0.7        | 2007年10月25日 | 1.8.1              |
| 0.8        | 2008年4月4日   | 1.8.1              |
| 0.9        | 2008年9月23日  | 1.8.1              |
| 1.0b1      | 2010年3月30日  | 1.9.1              |